# BLS Ae 8/8
Les Ae 8/8 du BLS sont des locomotives électriques doubles découlant directement de l'Ae 4/4, pour un gain de puissance sur les lourds trains de marchandises sur la ligne du Lötschberg. La dénomination UIC, en vigueur depuis 1992, est Ae 485, à ne pas confondre avec les Re 485, locomotives modernes du BLS.
La première commande de l'Ae 8/8 eut lieu en 1956 et ainsi fut livrée la 271 en 1959, suivi par la 272 en 1962 et la 273 en 1963. En 1965, les Ae 4/4 n° 253 et n° 254 furent transformées par un couplage fixe en Ae 8/8 n° 274. Il en fut de même en 1966 pour les Ae 4/4 n° 255 et n° 256 qui devinrent la 275. Quant aux cabines de conduite intermédiaires, elles ont été récupérées pour équiper les voitures-pilote Bt 50 63 20-33 950 à 953.
Les gens ont appelé communément ces locomotives « Munis », ce qui est la traduction de « taureau » en suisse allemand.
Ces machines de plus de 30 mètres, munies de quatre bogies moteurs étaient capables de remorquer des trains de 900 tonnes sur une rampe de 27 ‰. Celles-ci ont subi plusieurs améliorations durant leurs carrières et dont, dès 1981, la commande multiple fut installée ce qui a permis de tracter des trains de 1300 tonnes sur une rampe de 27 ‰. Malheureusement, la 274 fut radiée en 1995 à cause d'un accident de son transformateur et démolie l'année suivante. Les Ae 8/8 n° 271 et n° 272 furent détruites lors d'un incendie au dépôt ferroviaire de Spiez et détruites l'année suivante. Les Ae 8/8 n° 273 et 275 ont encore roulé pendant le percement du tunnel de base du Lötschberg afin d'assurer les trains de gravas excavés du tunnel.
Depuis 2004, la 273 est classée véhicule historique et reçu les emblèmes des cantons de Berne et du Valais. La 275 fut exposée au Musée suisse des transports de Lucerne jusqu'à son retour au BLS en 2006. Elle est actuellement partiellement démolie et sert comme pièces de réserve pour les locomotives historique 'Ae 4/4 n° 251 et l'Ae 8/8 n° 273.

## Tableau des locomotives
| No BLS | No UIC    | Livraison | Radiation | Notes                                                                                                  |
| ------ | --------- | --------- | --------- | --- |
| 271    | 485 271-1 | 1959      | 1999      | détruite dans l'incendie du dépôt de Spiez le 15 mai 1998                                              |
| 272    | 485 272-9 | 1962      | 1999      | détruite dans l'incendie du dépôt de Spiez le 15 mai 1998                                              |
| 273    | 485 273-7 | 1963      |           | locomotive historique BLS                                                                              |
| 274    | 485 274-5 | 1965      | 1995      | transformation depuis les Ae 4/4 253 et 254 détruite à la suite d'une avarie du transformateur         |
| 275    | 485 275-2 | 1966      | 2004      | transformation depuis les Ae 4/4 255 et 256 sert de pièces détachées pour les Ae 4/4 251 et Ae 8/8 273 |

## Modélisme ferroviaire
L'Ae 8/8 a été réalisée à diverses échelles par les fabricants de modèles réduits ferroviaires :
- Échelle HO : HAG, Roco
- Échelle N : Kato/Hobbytrain

## Sources et références
- Le matériel roulant BLS sur Lorenzoo.ch
- Les Ae 8/8 sur Eisenbahn @ juergs.ch